# Tina Müller
 Der er for få eller ingen kildehenvisninger i denne artikel, hvilket er et problem. Du kan hjælpe ved at angive troværdige kilder til de påstande, som fremføres i artiklen.

Tina Müller (født 1. december 1977 i Ringsted) er en dansk tv-vært.
Hun har sin studentereksamen fra Himmelev Gymnasium. Hun har en bachelorgrad i dansk fra Københavns Universitet med sidefag i Kulturjournalistik.
Tina har tidligere arbejdet på Viasat Sport som reporter (februar 2006 – marts 2007), inden hun den 11. april 2007 var med til at starte TV 2 Sport op. På TV 2 Sport fungerede hun som vært på live-kampe i både fodbold og håndbold, samt som vært for programmet HåndboldDebatten. Da TV 2 Sport blev opkøbt i 2012 af Viasat, blev hun ansat som vært på TV3 SPORT. Her dækkede hun både dansk og tysk håndbold og fodbold. Den 1. december 2014 blev Tina Müller hentet til Danmarks Radio (DR) som sportsvært på sportsnyhederne, på deres Champions League-håndbolddækning, EM og VM-slutrunder, sportsshows og senere på Madmagasinet. 
I 2020 blev hun vært på boligprogrammet Hammerslag. Sidenhen har hun været vært for Kronprinsparrets Priser i september 2021 sammen med Kåre Quist. 
Desuden har hun flere år i træk været vært for Dansk Melodi Grand Prix. I 2021 og 2022 med  Martin Brygmann  som medvært og i 2023  med Heino Hansen.

## Privat
I oktober 2022 fik hun en datter.